# هوبير كليمنت
هوبير كليمنت (بالفرنسية: Hubert Clément) هو صحفي وسياسي لوكسمبورغي، ولد في 12 سبتمبر 1889 بباريس في فرنسا، وتوفي في 29 سبتمبر 1953 بإيش سوغ ألزيت في لوكسمبورغ. حزبياً، نشط في حزب العمال الاشتراكي في لوكسمبورغ. وقد انتخب mayor in Luxembourg ‏ وانتخب municipal councillor ‏.